# Sünde
Sünde (En alemán: pecado) es el tercer álbum de la banda alemana Eisbrecher, lanzado a la venta el 22 de agosto de 2008 in Alemania, y el 26 de agosto de 2008 en los Estados Unidos. 

## Canciones
1. "Kann denn Liebe Sünde Sein?" (¿Puede el amor ser un pecado?) - 4:50
2. "Alkohol" (Alcohol) - 4:04
3. "Komm, Süßer Tod" (Ven dulce muerte) - 4:36
4. "Heilig" (Sagrado) - 4:46
5. "Verdammt sind" (Malditos sean) (Instrumental) - 1:43
6. "Die durch die Hölle gehen" (Los que cruzan el infierno) - 3:54
7. "Herzdieb" (Ladrón de corazones) - 4:27
8. "1000 Flammen" (1000 LLamas) - 4:13
9. "This is Deutsch" (Esto es alemán) - 4:25
10. "Zu sterben" (Morir) - 5:19
11. "Mehr Licht" (Más luz) - 4:30
12. "Kuss" (Beso) (Instrumental) - 4:21
13. "Blut und Tränen"  (Sangre y lágrimas) [Limited Ed. Bonus] - 5:06
14. "This is Deutsch" (SITD-remix) - 4:42
15. "Alkohol" (Rotersand Remix) [Limited Ed. Bonus]
16. "Kann denn Liebe Sünde Sein" (SITD-remix) [Limited Ed. Bonus]

- Datos: Q2018310